# Oxaenanus
Oxaenanus là một chi bướm đêm thuộc họ Erebidae.